# Fred Nicolas
Fred Nicolas est un réalisateur français.

## Biographie
Fred Nicolas a travaillé comme assistant réalisateur de 1995 à 2010. Il a réalisé des courts métrages et des documentaires, notamment Rouge Bandit (2009) consacré à Charlie Bauer,.
Son premier long métrage, Max et Lenny, coécrit avec François Bégaudeau, est sorti en 2015.

## Filmographie
- 1990 : Max et Lenny

## Distinction
- 2012 : Lauréat de la Fondation Gan pour le cinéma[5]